# Turniej o Złoty Kask 2008
Turniej o Złoty Kask 2008 (ZK) w sporcie żużlowym – coroczny turniej żużlowy organizowany przez Polski Związek Motorowy.
Finał ZK tradycyjnie organizuje Drugi Wicemistrz Polski z poprzedniego sezonu – tym razem był to WTS Wrocław, który, poinformował, że planowany na 17 października finał Złotego Kasku został odwołany. Powodem było przełożenie ostatniego turnieju Grand Prix z Gelsenkirchen do Bydgoszczy. Turniej ZK został przełożony na termin o 8 dni późniejszy.

## Lista startowa
24 września 2008 r. Główna Komisja Sportu Żużlowego podała listę startową na turniej. Dwunastu przedstawicieli Speedway Ekstraliga w finale Złotego Kasku, który 17 października został rozegrany na torze we Wrocławiu. Do startu w turnieju wyznaczono także czterech zawodników z największymi średnimi biegowymi w pierwszej lidze. 
1. Krzysztof Kasprzak (Unia Leszno SSA)
2. Adrian Gomólski (KM Ostrów)
3. Tomasz Chrzanowski (Lotos Gdańsk)
4. Adrian Miedziński (Unibax Toruń)
5. Tomasz Gapiński (CKM Złomrex Włókniarz Częstochowa)
6. Sebastian Ułamek (CKM Złomrex Włókniarz Częstochowa)
7. Jarosław Hampel (Unia Leszno SSA)
8. Tomasz Gollob (Caeleum Stal Gorzów)
9. Damian Baliński (Unia Leszno SSA)
10. Piotr Świderski (RKM Rybnik)
11. Grzegorz Walasek (ZKŻ Kronopol Zielona Góra)
12. Robert Kościecha (Unibax Toruń)
13. Rune Holta (Caeleum Stal Gorzów)
14. Janusz Kołodziej (Unia Tarnów ŻSSA)
15. Adam Skórnicki (PSŻ Milion Team Poznań)
16. Wiesław Jaguś (Unibax Toruń)
17. rez. Rafał Dobrucki (ZKŻ Kronopol Zielona Góra)
18. rez. Tomasz Jędrzejak (ATLAS Wrocław)
19. rez. Piotr Protasiewicz (ZKŻ Kronopol Zielona Góra)
20. rez. Krzysztof Buczkowski (Polonia Bydgoszcz)

Rezygnacja z ZK

1 października Adrian Gomólski i Tomasz Gapiński ogłosili, że nie wystąpią na turnieju z powodu kontuzji.
16 października Janusz Kołodziej zrezygnował z ZK. Liderowi tarnowskich „Jaskółek” nie pasował nowy termin zawodów. „Koldi” już wcześniej bowiem zaplanował sobie wylot do USA.
Główna Komisja Sportu Żużlowego postanowiła, że trójka najlepszych zawodników Złotego Kasku otrzyma prawo startu w eliminacjach do IMŚ GP w sezonie 2009 bez konieczności startu w eliminacjach krajowych! Decyzja o podniesieniu rangi Złotego Kasku to efekt posiedzenia GKSŻ, które miało miejsce 21 października 2008 r. w Warszawie.
23 października z udziału w turnieju zrezygnowali Tomasz Gollob, Rune Holta, Rafał Dobrucki i Robert Kościecha, a następnego dnia zrezygnowali też kolejni Krzysztof Kasprzak, Krzysztof Jabłoński, Tomasz Chrzanowski, Sebastian Ułamek i Wiesław Jaguś. Potem Maciej Kuciapa, Mariusz Węgrzyk, Marcin Rempała i Patryk Pawlaszczyk, którzy mieli zastąpić tych zawodników, nie byli zainteresowani udziałem w zawodach.
1. Krzysztof Kasprzak (Unia Leszno SSA)
2. Adrian Gomólski (KM Ostrów)
3. Tomasz Chrzanowski (Lotos Gdańsk)
4. Adrian Miedziński (Unibax Toruń)
5. Tomasz Gapiński (CKM Złomrex Włókniarz Częstochowa)
6. Sebastian Ułamek (CKM Złomrex Włókniarz Częstochowa)
7. Jarosław Hampel (Unia Leszno SSA)
8. Tomasz Gollob (Caeleum Stal Gorzów)
9. Damian Baliński (Unia Leszno SSA)
10. Piotr Świderski (RKM Rybnik)
11. Grzegorz Walasek (ZKŻ Kronopol Zielona Góra)
12. Robert Kościecha (Unibax Toruń)
13. Rune Holta (Caeleum Stal Gorzów)
14. Janusz Kołodziej (Unia Tarnów ŻSSA)
15. Adam Skórnicki (PSŻ Milion Team Poznań)
16. Wiesław Jaguś (Unibax Toruń)
17. rez. Rafał Dobrucki (ZKŻ Kronopol Zielona Góra)
18. rez. Tomasz Jędrzejak (ATLAS Wrocław)
19. rez. Piotr Protasiewicz (ZKŻ Kronopol Zielona Góra)
20. rez. Krzysztof Buczkowski (Polonia Bydgoszcz)

Ostateczna lista startowa

1. puste miejsce
2. Piotr Protasiewicz (ZKŻ Kronopol Zielona Góra)
3. Sławomir Drabik (Unia Tarnów ŻSSA)
4. Adrian Miedziński (Unibax Toruń)
5. Tomasz Jędrzejak (ATLAS Wrocław)
6. Roman Poważny (Marma Polskie Folie Rzeszów)
7. Jarosław Hampel (Unia Leszno SSA)
8. Norbert Kościuch (PSŻ Milion Team Poznań)
9. Damian Baliński (Unia Leszno SSA)
10. Piotr Świderski (RKM Rybnik)
11. Grzegorz Walasek (ZKŻ Kronopol Zielona Góra)
12. Daniel Jeleniewski (ATLAS Wrocław)
13. Grzegorz Zengota (ZKŻ Kronopol Zielona Góra)
14. Rafał Trojanowski (PSŻ Milion Team Poznań)
15. Adam Skórnicki (PSŻ Milion Team Poznań)
16. Jacek Rempała (Unia Tarnów ŻSSA)

Złoty Kask był jednocześnie finałem krajowych eliminacji do Grand Prix 2010. Do rundy kwalifikacyjnej awans otrzymało trzech zawodników z finału Złotego Kasku. Otrzymali Damian Baliński, Jarosław Hampel i Adrian Miedziński.

## Finał
Wrocław, 25 października 2008 r., godz. 19.00
- Sędzia: Wojciech Grodzki (Opole)
- Widzów: ok. 3.500
- NCD: 65,00 s Daniel Jeleniewski w biegu 10.

| \| Msc. \| Zawodnik \| Klub \| Pkt \| \| \| \| ---- \| ------------------ \| ---------------- \| --- \| ----------- \| \| \| 1 \| Damian Baliński \| Unia Leszno \| 14 \| (3,3,3,3,2) \| \| \| 2 \| Jarosław Hampel \| Unia Leszno \| 13 \| (3,2,2,3,3) \| \| \| 3 \| Adrian Miedziński \| KS Toruń \| 11 \| (3,3,3,1,1) \| \| \| 4 \| Piotr Świderski \| RKM Rybnik \| 9 \| (2,2,1,3,1) \| \| \| 5 \| Roman Poważny \| Stal Rzeszów \| 8 \| (0,0,3,2,3) \| \| \| 6 \| Adam Skórnicki \| PSŻ Poznań \| 8 \| (3,3,2,0,0) \| \| \| 7 \| Tomasz Jędrzejak \| WTS Wrocław \| 8 \| (1,2,0,2,3) \| \| \| 8 \| Daniel Jeleniewski \| WTS Wrocław \| 8 \| (d,1,3,2,2) \| \| \| 9 \| Norbert Kościuch \| PSŻ Poznań \| 8 \| (2,2,2,0,2) \| \| \| 10 \| Grzegorz Walasek \| ZKŻ Zielona Góra \| 8 \| (1,1,2,2,2) \| \| \| 11 \| Piotr Protasiewicz \| ZKŻ Zielona Góra \| 7 \| (1,3,1,1,1) \| \| \| 12 \| Grzegorz Zengota \| ZKŻ Zielona Góra \| 6 \| (1,1,0,3,1) \| \| \| 13 \| Sławomir Drabik \| Unia Tarnów \| 5 \| (2,0,0,0,3) \| \| \| 14 \| Jacek Rempała \| Unia Tarnów \| 3 \| (2,0,1,0,0) \| \| \| 15 \| Rafał Trojanowski \| PSŻ Poznań \| 3 \| (0,1,1,1,0) \| \| | Bieg po biegu: 1. (66,0) Miedziński, Drabik, Protasiewicz 2. (65,3) Hampel, Kościuch, Jędrzejak, Poważny 3. (65,6) Baliński, Świderski, Walasek, Jeleniewski (d1) 4. (65,5) Skórnicki, Rempała, Zengota, Trojanowski 5. (65,2) Baliński, Jędrzejak, Zengota, Drabik 6. (66,2) Protasiewicz, Świderski, Trojanowski, Poważny 7. (65,2) Skórnicki, Hampel, Walasek 8. (65,3) Miedziński, Kościuch, Jeleniewski, Rempała 9. (66,0) Poważny, Walasek, Rempała, Drabik 10. (65,0) Jeleniewski, Skórnicki, Protasiewicz, Jędrzejak 11. (65,8) Baliński, Kościuch, Trojanowski 12. (65,1) Miedziński, Hampel, Świderski, Zengota 13. (65,3) Hampel, Jeleniewski, Trojanowski, Drabik 14. (65,5) Zengota, Walasek, Protasiewicz, Kościuch 15. (65,9) Świderski, Jędrzejak, Rempała 16. (66,0) Baliński, Poważny, Miedziński, Skórnicki 17. (65,9) Drabik, Kościuch, Świderski, Skórnicki 18. (65,1) Hampel, Baliński, Protasiewicz, Rempała 19. (66,2) Poważny, Jeleniewski, Zengota 20. (65,9) Jędrzejak, Walasek, Miedziński, Trojanowski |                  |     |             |  |
| Msc. | Zawodnik | Klub             | Pkt |             |  |
| 1 | Damian Baliński | Unia Leszno      | 14  | (3,3,3,3,2) |  |
| 2 | Jarosław Hampel | Unia Leszno      | 13  | (3,2,2,3,3) |  |
| 3 | Adrian Miedziński | KS Toruń         | 11  | (3,3,3,1,1) |  |
| 4 | Piotr Świderski | RKM Rybnik       | 9   | (2,2,1,3,1) |  |
| 5 | Roman Poważny | Stal Rzeszów     | 8   | (0,0,3,2,3) |  |
| 6 | Adam Skórnicki | PSŻ Poznań       | 8   | (3,3,2,0,0) |  |
| 7 | Tomasz Jędrzejak | WTS Wrocław      | 8   | (1,2,0,2,3) |  |
| 8 | Daniel Jeleniewski | WTS Wrocław      | 8   | (d,1,3,2,2) |  |
| 9 | Norbert Kościuch | PSŻ Poznań       | 8   | (2,2,2,0,2) |  |
| 10 | Grzegorz Walasek | ZKŻ Zielona Góra | 8   | (1,1,2,2,2) |  |
| 11 | Piotr Protasiewicz | ZKŻ Zielona Góra | 7   | (1,3,1,1,1) |  |
| 12 | Grzegorz Zengota | ZKŻ Zielona Góra | 6   | (1,1,0,3,1) |  |
| 13 | Sławomir Drabik | Unia Tarnów      | 5   | (2,0,0,0,3) |  |
| 14 | Jacek Rempała | Unia Tarnów      | 3   | (2,0,1,0,0) |  |
| 15 | Rafał Trojanowski | PSŻ Poznań       | 3   | (0,1,1,1,0) |  |